# السعد (أحور)

تعديل مصدري - تعديل

السعد هي إحدى قرى عزلة أحور بمديرية أحور التابعة لمحافظة أبين، بلغ تعداد سكانها 266 نسمة حسب تعداد اليمن لعام 2004.